# Прелоге-при-Шмарю
Прелоге-при-Шмарю (словен. Preloge pri Šmarju) — поселення в общині Шмарє-при-Єлшах, Савинський регіон, Словенія. 
Висота над рівнем моря: 273,9 м.